# Erquelinnes
Erquelinnes är en kommun i Belgien.   Den ligger i provinsen Hainaut och regionen Vallonien, i den centrala delen av landet, 60 km söder om huvudstaden Bryssel. Antalet invånare är 9 686.
Omgivningarna runt Erquelinnes är en mosaik av jordbruksmark och naturlig växtlighet. Runt Erquelinnes är det ganska tätbefolkat, med 104 invånare per kvadratkilometer.